# Becherov
Becherov, russinisch Бехерів/Becheriw (ungarisch Biharó – bis 1907 Beheró) ist eine Gemeinde im Osten der Slowakei mit 275 Einwohnern (Stand 31. Dezember 2024). Sie gehört zum Okres Bardejov, einem Kreis des Prešovský kraj und wird zur traditionellen Landschaft Šariš gezählt.

## Geographie
Die Gemeinde befindet sich in den Niederen Beskiden nahe dem Karpaten-Hauptkamm am Bach Riečka, der zum Flusssystem Topľa gehörte. Nach Polen führt der 553 m n.m. hoch gelegene Dujavapass. Das Ortszentrum liegt auf einer Höhe von 418 m n.m. und ist 14 Kilometer von Bardejov entfernt.
Seit 1954 ist am Hang des Bergs Javorina (881 m n.m.) das 24 ha große nationale Naturreservat Becherovská tisina eingerichtet, in dem insbesondere die Europäische Eibe (Taxus baccata) geschützt wird.
Nachbargemeinden sind Uście Gorlicke (Ortschaft Konieczna, PL) im Norden, Ondavka im Nordosten, Vyšná Polianka im Osten, Mikulášová und Smilno im Südosten, Chmeľová im Süden und Regetovka im Westen.

## Geschichte
Becherov wurde zum ersten Mal 1414 als Kewberher schriftlich erwähnt und wurde wohl von einigen Bauernfamilien mit einem Schultheiß an der Spitze gegründet. Einer örtlichen Sage zufolge soll der aus Galizien stammende Schultheiß Becher heißen. Bis zur Abschaffung der Leibeigenschaft im Jahr 1848 gehörte das Dorf zum Herrschaftsgut der Burg Makovica. Nach einem polnisch-ungarischen Konflikt waren 1492 nur 7 von 18 Ansiedlungen bewohnt. Erste Berichte über Schulwesen stammen aus dem Ende des 18. Jahrhunderts. 1787 zählte man 110 Einwohner und 641 Einwohner und 1828 133 Häuser und 971 Einwohner. Dies ist zugleich die historisch höchste Einwohnerzahl. Während des Ersten Weltkriegs kam es beim Ort zu einigen Gefechten zwischen der k.u.k. Armee und der angreifenden russischen Armee.
Bis 1918 gehörte der im Komitat Scharosch liegende Ort zum Königreich Ungarn und kam danach zur Tschechoslowakei beziehungsweise heute Slowakei.

## Bevölkerung
| Jahr                | 1994 | 2004    | 2014    | 2024    |
| ------------------- | ---- | ------- | ------- | ------- |
| Anzahl der Personen | 294  | 285     | 279     | 275     |
| Unterschied         |      | −3,06 % | −2,10 % | −1,43 % |

| Jahr                | 2023 | 2024    |
| ------------------- | ---- | ------- |
| Anzahl der Personen | 276  | 275     |
| Unterschied         |      | −0,36 % |

Gemäß der Volkszählung 2011 wohnten in Becherov 279 Einwohner, davon 117 Russinen, 101 Slowaken, 33 Roma, 14 Ukrainer und jeweils ein Pole und Russe. 12 Einwohner machten diesbezüglich keine Angabe. 111 Einwohner bekannten sich zur griechisch-katholischen Kirche, 107 zur orthodoxen Kirche, 31 Einwohner zur römisch-katholischen Kirche und zwei Einwohner zur evangelischen Kirche A. B. 14 Einwohner waren konfessionslos und bei 14 Einwohnern wurde die Konfession nicht ermittelt.

## Sehenswürdigkeiten
- griechisch-katholische Geburt-der-Gottesgebärerin-Kirche im klassizistischen Stil aus dem Jahr 1847
- Friedhof am Grenzberg Dujava, in dem insgesamt 168 österreichisch-ungarische und 135 russische Soldaten bestattet sind

## Verkehr
Nahe Becherov befindet sich der Straßengrenzübergang Becherov–Konieczna, wo die slowakische Straße 2. Ordnung 545 von der polnischen Woiwodschaftsstraße 977 fortgesetzt wird.